# Großer Preis von Österreich 1972
Der Große Preis von Österreich 1972 (offiziell X Großer Preis von Osterreich) fand am 13. August auf dem Österreichring in Spielberg statt und war das neunte Rennen der Automobil-Weltmeisterschaft 1972.

## Berichte

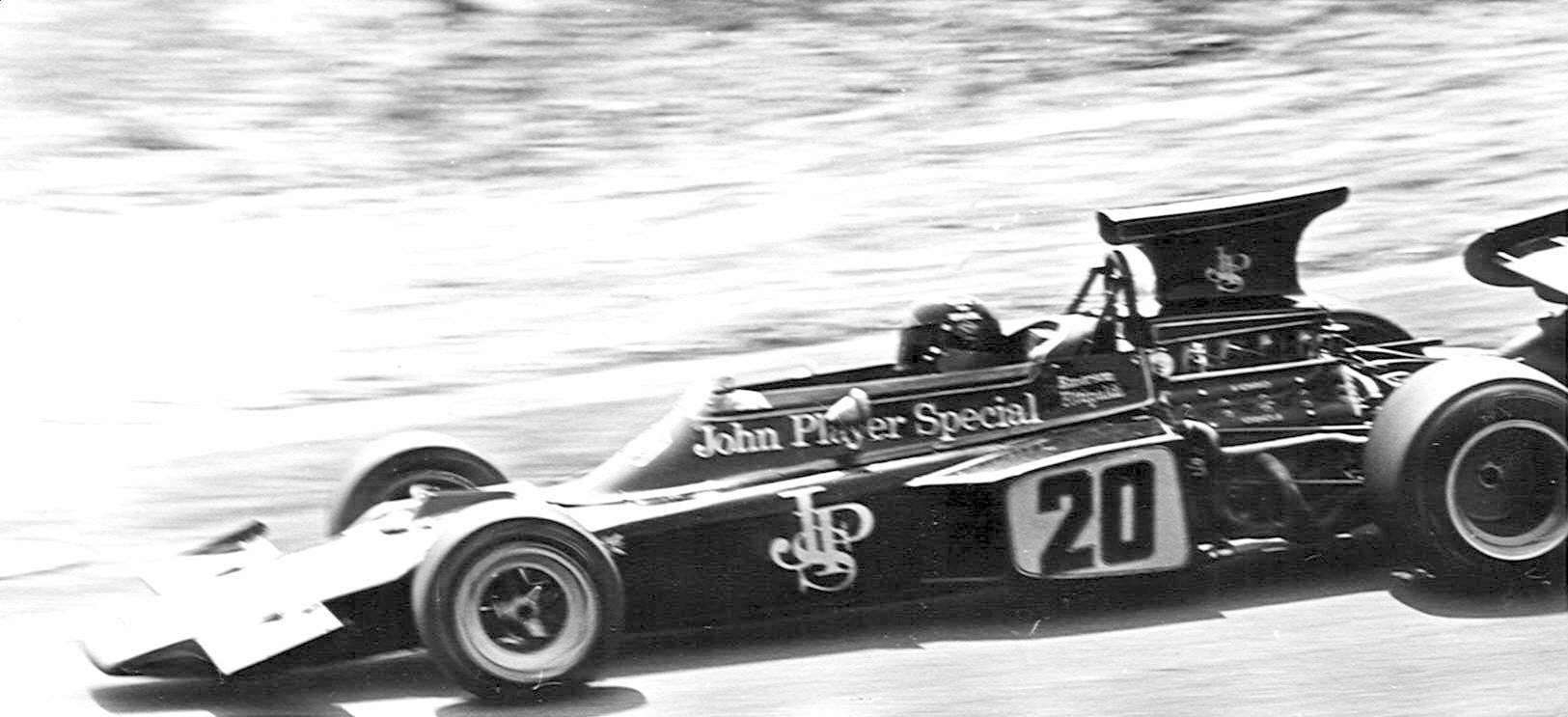
Emerson Fittipaldi im Lotus 72

### Hintergrund
Ein im Wesentlichen identisches Starterfeld wie beim vorangegangenen Großen Preis von Deutschland wurde auch für den Grand Prix in Österreich gemeldet. Einzig das beim Großen Preis von Großbritannien erstmals in Erscheinung getretene Team Connew war wieder zusätzlich am Start. Außerdem verzichtete Ferrari diesmal auf den Einsatz eines dritten Wagens und bei B.R.M. kam wieder Peter Gethin anstelle von Reine Wisell zum Zuge.
Wie zum damaligen Zeitpunkt üblich, wurde die erste Kurve des Österreichrings ohne Schikane befahren, wodurch sich hohe Durchschnittsgeschwindigkeiten ergaben.

### Training
Sieben unterschiedliche Fahrzeuge qualifizierten sich für die ersten acht Startplätze. Die Pole-Position errang der in der Weltmeisterschaftswertung führende Emerson Fittipaldi auf Lotus. Neben ihm qualifizierte sich Ferrari-Pilot Clay Regazzoni für die erste Startreihe. Es folgten Jackie Stewart auf Tyrrell und Peter Revson auf McLaren in Reihe zwei vor Brabham-Pilot Carlos Reutemann, Matra-Werksfahrer Chris Amon, dem zweiten McLaren-Werksfahrer Denis Hulme sowie Tim Schenken auf Surtees.
Henri Pescarolo, der beim Großbritannien-GP bereits den ersten eigenen Wagen des Teams Frank Williams Racing Cars zerstört hatte und aufgrund dessen wieder wie zuvor mit einem Kunden-March teilnehmen musste, beschädigte nun auch diesen im Training so stark, dass er nicht am Rennen teilnehmen konnte.
François Migault qualifizierte sich für den letzten Startplatz. Es folgte somit der erste und einzige Grand-Prix-Start eines Connew-Rennwagens.

### Rennen
Trotz seines dritten Startplatzes gelang es Stewart, sofort die Führung zu übernehmen. Hinter ihm folgten Regazzoni und Fittipaldi, die aus der ersten Reihe ins Rennen gegangen waren, sowie Hulme, dem vom siebten Rang aus ein guter Start geglückt war.
Bereits nach wenigen Minuten bekam Regazzoni Probleme mit der Kraftstoffzufuhr und wurde dadurch langsamer. Es gelang ihm jedoch trotzdem, Fittipaldi bis zur vierten Runde hinter sich zu halten. Stewart profitierte von dieser Situation, indem er sich leicht absetzen konnte. In Runde 13 musste Regazzoni das Rennen schließlich ganz aufgeben.
Fittipaldi schloss innerhalb weniger Runden die Lücke zu Stewart und konnte ihn in Runde 24 überholen. Drei Runden später ging auch Hulme an Stewart vorbei, der in den folgenden Runden weiter zurückfiel. Peterson übernahm zwischenzeitlich den dritten Rang, bevor er wegen Problemen mit der Benzinzufuhr aufgeben und Revson den Podestrang überlassen musste.
Das Duell um die Spitze zwischen Fittipaldi und Hulme dauerte bis zum Ende des Rennens an, wobei Fittipaldi stets knapp die Nase vorn behielt. Mit seinem vierten Sieg in dieser Saison und nun 25 Punkten Vorsprung auf die in der WM-Wertung punktgleich Zweitplatzierten Hulme und Stewart bei nur noch drei ausstehenden Rennen rückte Fittipaldi dem Titelgewinn sehr nahe.

## Meldeliste
| Team                            | Nr. | Fahrer               | Chassis          | Motor                    | Reifen |
| ------------------------------- | --- | -------------------- | ---------------- | ------------------------ | ------ |
| Elf Team Tyrrell                | 01  | Jackie Stewart       | Tyrrell 005      | Ford Cosworth DFV 3.0 V8 | G      |
| Elf Team Tyrrell                | 02  | François Cevert      | Tyrrell 002      | Ford Cosworth DFV 3.0 V8 | G      |
| Clarke-Mordaunt-Guthrie Racing  | 03  | Mike Beuttler        | March 721G       | Ford Cosworth DFV 3.0 V8 | G      |
| STP March Racing Team           | 04  | Ronnie Peterson      | March 721G       | Ford Cosworth DFV 3.0 V8 | G      |
| STP March Racing Team           | 05  | Niki Lauda           | March 721G       | Ford Cosworth DFV 3.0 V8 | G      |
| Marlboro B.R.M.                 | 06  | Peter Gethin         | BRM P160C        | BRM P142 3.0 V12         | F      |
| Marlboro B.R.M.                 | 07  | Jean-Pierre Beltoise | BRM P160C        | BRM P142 3.0 V12         | F      |
| Marlboro B.R.M.                 | 08  | Howden Ganley        | BRM P160C        | BRM P142 3.0 V12         | F      |
| Equipe Matra Sports             | 09  | Chris Amon           | Matra MS120D     | Matra MS72 3.0 V12       | G      |
| Equipe Matra Sports             | 30T | Chris Amon           | Matra MS120C     | Matra MS72 3.0 V12       | G      |
| Ceramica Pagnossin Team Surtees | 11  | Andrea de Adamich    | Surtees TS9B     | Ford Cosworth DFV 3.0 V8 | F      |
| Yardley Team McLaren            | 12  | Denis Hulme          | McLaren M19C     | Ford Cosworth DFV 3.0 V8 | G      |
| Yardley Team McLaren            | 12T | Denis Hulme          | McLaren M19A     | Ford Cosworth DFV 3.0 V8 | G      |
| Yardley Team McLaren            | 14T | Peter Revson         | McLaren M19A     | Ford Cosworth DFV 3.0 V8 | G      |
| Yardley Team McLaren            | 14  | Peter Revson         | McLaren M19C     | Ford Cosworth DFV 3.0 V8 | G      |
| Martini Racing Team             | 15  | Nanni Galli          | Tecno PA123/3    | Tecno Series-P 3.0 F12   | F      |
| Motor Racing Developments       | 16  | Graham Hill          | Brabham BT37     | Ford Cosworth DFV 3.0 V8 | G      |
| Motor Racing Developments       | 17  | Carlos Reutemann     | Brabham BT37     | Ford Cosworth DFV 3.0 V8 | G      |
| Motor Racing Developments       | 28  | Wilson Fittipaldi    | Brabham BT34     | Ford Cosworth DFV 3.0 V8 | G      |
| Scuderia Ferrari SpA SEFAC      | 18  | Jacky Ickx           | Ferrari 312B2    | Ferrari 001/1 3.0 F12    | F      |
| Scuderia Ferrari SpA SEFAC      | 19  | Clay Regazzoni       | Ferrari 312B2    | Ferrari 001/1 3.0 F12    | F      |
| John Player Team Lotus          | 21  | Dave Walker          | Lotus 72D        | Ford Cosworth DFV 3.0 V8 | F      |
| John Player Team Lotus          | 31  | Emerson Fittipaldi   | Lotus 72D        | Ford Cosworth DFV 3.0 V8 | F      |
| Team Williams Motul             | 22  | Henri Pescarolo      | March 721        | Ford Cosworth DFV 3.0 V8 | G      |
| Team Williams Motul             | 23  | Carlos Pace          | March 711        | Ford Cosworth DFV 3.0 V8 | G      |
| Brooke Bond Oxo Team Surtees    | 24  | Tim Schenken         | Surtees TS9B     | Ford Cosworth DFV 3.0 V8 | F      |
| Brooke Bond Oxo Team Surtees    | 25  | Mike Hailwood        | Surtees TS9B     | Ford Cosworth DFV 3.0 V8 | F      |
| Team Eifelland Caravans         | 27  | Rolf Stommelen       | Eifelland Typ 21 | Ford Cosworth DFV 3.0 V8 | G      |
| Darnvall Connew Racing Team     | 29  | François Migault     | Connew PC1       | Ford Cosworth DFV 3.0 V8 | F      |

Anmerkungen
1. ↑  Der Matra MS120C mit der Startnummer 30T stand Amon als T-Car zur Verfügung, kam jedoch nicht zum Einsatz.
2. 1 2  Die beiden McLaren-Werksfahrer hatten jeweils einen McLaren M19A als T-Car zur Verfügung.

## Klassifikationen

### Startaufstellung
| Pos. | Fahrer               | Konstrukteur   | Zeit    | Ø-Geschwindigkeit | Start |
| ---- | -------------------- | -------------- | ------- | ----------------- | ----- |
| 01   | Emerson Fittipaldi   | Lotus-Ford     | 1:35,97 | 221,732 km/h      | 01    |
| 02   | Clay Regazzoni       | Ferrari        | 1:36,04 | 221,570 km/h      | 02    |
| 03   | Jackie Stewart       | Tyrrell-Ford   | 1:36,35 | 220,857 km/h      | 03    |
| 04   | Peter Revson         | McLaren-Ford   | 1:36,63 | 220,217 km/h      | 04    |
| 05   | Carlos Reutemann     | Brabham-Ford   | 1:37,15 | 219,039 km/h      | 05    |
| 06   | Chris Amon           | Matra          | 1:37,16 | 219,016 km/h      | 06    |
| 07   | Denis Hulme          | McLaren-Ford   | 1:37,20 | 218,926 km/h      | 07    |
| 08   | Tim Schenken         | Surtees-Ford   | 1:37,25 | 218,813 km/h      | 08    |
| 09   | Jacky Ickx           | Ferrari        | 1:37,33 | 218,634 km/h      | 09    |
| 10   | Howden Ganley        | B.R.M.         | 1:37,55 | 218,140 km/h      | 10    |
| 11   | Ronnie Peterson      | March-Ford     | 1:37,58 | 218,073 km/h      | 11    |
| 12   | Mike Hailwood        | Surtees-Ford   | 1:37,77 | 217,650 km/h      | 12    |
| 13   | Andrea de Adamich    | Surtees-Ford   | 1:38,08 | 216,962 km/h      | 13    |
| 14   | Graham Hill          | Brabham-Ford   | 1:38,14 | 216,829 km/h      | 14    |
| 15   | Wilson Fittipaldi    | Brabham-Ford   | 1:38,25 | 216,586 km/h      | 15    |
| 16   | Peter Gethin         | B.R.M.         | 1:38,48 | 216,080 km/h      | 16    |
| 17   | Rolf Stommelen       | Eifelland-Ford | 1:38,62 | 215,774 km/h      | 17    |
| 18   | Carlos Pace          | March-Ford     | 1:38,62 | 215,774 km/h      | 18    |
| 19   | Dave Walker          | Lotus-Ford     | 1:38,81 | 215,359 km/h      | 19    |
| 20   | François Cevert      | Tyrrell-Ford   | 1:38,85 | 215,272 km/h      | 20    |
| 21   | Jean-Pierre Beltoise | B.R.M.         | 1:38,89 | 215,185 km/h      | 21    |
| 22   | Niki Lauda           | March-Ford     | 1:39,04 | 214,859 km/h      | 22    |
| 23   | Nanni Galli          | Tecno          | 1:39,13 | 214,664 km/h      | 23    |
| 24   | Mike Beuttler        | March-Ford     | 1:39,92 | 212,966 km/h      | 24    |
| 25   | Henri Pescarolo      | March-Ford     | 1:40,28 | 212,202 km/h      | DNS   |
| 26   | François Migault     | Connew-Ford    | 1:43,88 | 204,848 km/h      | 25    |

### Rennen
| Pos. | Fahrer               | Konstrukteur   | Runden | Stopps | Zeit       | Start | Schnellste Runde |
| ---- | -------------------- | -------------- | ------ | ------ | ---------- | ----- | ---------------- |
| 01   | Emerson Fittipaldi   | Lotus-Ford     | 54     | 0      | 1:29:16,66 | 01    |                  |
| 02   | Denis Hulme          | McLaren-Ford   | 54     | 0      | + 1,18     | 07    | 1:38,32 (47.)    |
| 03   | Peter Revson         | McLaren-Ford   | 54     | 0      | + 36,53    | 04    |                  |
| 04   | Mike Hailwood        | Surtees-Ford   | 54     | 0      | + 44,76    | 12    |                  |
| 05   | Chris Amon           | Matra          | 54     | 0      | + 45,64    | 06    |                  |
| 06   | Howden Ganley        | B.R.M.         | 54     | 0      | + 1:01,19  | 10    |                  |
| 07   | Jackie Stewart       | Tyrrell-Ford   | 54     | 0      | + 1:09,09  | 03    |                  |
| 08   | Jean-Pierre Beltoise | B.R.M.         | 54     | 0      | + 1:21,45  | 21    |                  |
| 09   | François Cevert      | Tyrrell-Ford   | 53     | 0      | + 1 Runde  | 20    |                  |
| 10   | Niki Lauda           | March-Ford     | 53     | 0      | + 1 Runde  | 22    |                  |
| 11   | Tim Schenken         | Surtees-Ford   | 52     | 2      | + 2 Runden | 08    |                  |
| 12   | Ronnie Peterson      | March-Ford     | 52     | 0      | + 2 Runden | 11    |                  |
| 13   | Peter Gethin         | B.R.M.         | 51     | 1      | + 3 Runden | 16    |                  |
| 14   | Andrea de Adamich    | Surtees-Ford   | 51     | 0      | + 3 Runden | 13    |                  |
| –    | Rolf Stommelen       | Eifelland-Ford | 48     | 0      | DNF        | 17    |                  |
| –    | Carlos Pace          | March-Ford     | 46     | 0      | NC         | 18    |                  |
| –    | Nanni Galli          | Tecno          | 45     | 2      | DNF        | 23    |                  |
| –    | Graham Hill          | Brabham-Ford   | 36     | 0      | DNF        | 14    |                  |
| –    | Wilson Fittipaldi    | Brabham-Ford   | 31     | 1      | DNF        | 15    |                  |
| –    | Mike Beuttler        | March-Ford     | 24     | 0      | DNF        | 24    |                  |
| –    | François Migault     | Connew-Ford    | 22     | 0      | DNF        | 25    |                  |
| –    | Jacky Ickx           | Ferrari        | 20     | 0      | DNF        | 09    |                  |
| –    | Carlos Reutemann     | Brabham-Ford   | 14     | 0      | DNF        | 05    |                  |
| –    | Clay Regazzoni       | Ferrari        | 13     | 0      | DNF        | 02    |                  |
| –    | Dave Walker          | Lotus-Ford     | 6      | 0      | DNF        | 19    |                  |

## WM-Stände nach dem Rennen
Die ersten sechs des Rennens bekamen 9, 6, 4, 3, 2 bzw. 1 Punkt(e). In der Konstrukteurswertung zählten dabei nur die Punkte des bestplatzierten Fahrers eines Teams.

### Fahrerwertung
| Pos. | Fahrer               | Konstrukteur | Punkte |
| ---- | -------------------- | ------------ | ------ |
| 01   | Emerson Fittipaldi   | Lotus-Ford   | 52     |
| 02   | Jackie Stewart       | Tyrrell-Ford | 27     |
| 03   | Denis Hulme          | McLaren-Ford | 27     |
| 04   | Jacky Ickx           | Ferrari      | 25     |
| 05   | Peter Revson         | McLaren-Ford | 14     |
| 06   | Clay Regazzoni       | Ferrari      | 13     |
| 07   | Chris Amon           | Matra        | 11     |
| 08   | Jean-Pierre Beltoise | B.R.M.       | 9      |
| 09   | Ronnie Peterson      | March-Ford   | 9      |
| 10   | François Cevert      | Tyrrell-Ford | 9      |
| 11   | Mike Hailwood        | Surtees-Ford | 7      |
| 12   | Brian Redman         | McLaren-Ford | 4      |
| 13   | Howden Ganley        | B.R.M.       | 4      |
| 14   | Andrea de Adamich    | Surtees-Ford | 3      |
| 15   | Mario Andretti       | Ferrari      | 3      |
| 16   | Carlos Pace          | March-Ford   | 3      |
| 17   | Tim Schenken         | Surtees-Ford | 2      |
| 18   | Graham Hill          | Brabham-Ford | 2      |

| Pos. | Fahrer            | Konstrukteur    | Punkte |
| ---- | ----------------- | --------------- | ------ |
| 19   | Arturo Merzario   | Ferrari         | 1      |
| 20   | Carlos Reutemann  | Brabham-Ford    | 0      |
| 21   | Wilson Fittipaldi | Brabham-Ford    | 0      |
| 22   | Niki Lauda        | March-Ford      | 0      |
| 23   | Helmut Marko      | B.R.M.          | 0      |
| 24   | Henri Pescarolo   | March-Ford      | 0      |
| 25   | Dave Walker       | Lotus-Ford      | 0      |
| 26   | Rolf Stommelen    | Eiffelland-Ford | 0      |
| 27   | Mike Beuttler     | March-Ford      | 0      |
| 28   | Peter Gethin      | B.R.M.          | 0      |
| 29   | John Love         | Surtees-Ford    | 0      |
| 30   | Nanni Galli       | Ferrari / Tecno | 0      |
| –    | Reine Wisell      | B.R.M.          | 0      |
| –    | Àlex Soler-Roig   | B.R.M.          | 0      |
| –    | Dave Charlton     | Lotus-Ford      | 0      |
| –    | Patrick Depailler | Tyrrell-Ford    | 0      |
| –    | Derek Bell        | Tecno           | 0      |
| –    | François Migault  | Connew-Ford     | 0      |

### Konstrukteurswertung
| Pos. | Konstrukteur | Punkte |
| ---- | ------------ | ------ |
| 01   | Lotus-Ford   | 52     |
| 02   | McLaren-Ford | 35     |
| 03   | Tyrrell-Ford | 33     |
| 04   | Ferrari      | 29     |
| 05   | B.R.M.       | 13     |
| 06   | March-Ford   | 12     |

| Pos. | Konstrukteur   | Punkte |
| ---- | -------------- | ------ |
| 07   | Surtees-Ford   | 12     |
| 08   | Matra          | 11     |
| 09   | Brabham-Ford   | 2      |
| 10   | Eifelland-Ford | 0      |
| –    | Tecno          | 0      |
| –    | Connew-Ford    | 0      |